# Modio de Ponte Puñide
El Modio de Ponte Puñide es un vaso cilíndrico de bronce fechado en el siglo IV, hallado en 1913 en Puñide (parroquia de Gonzar, ayuntamiento de Pino, en la provincia gallega de La Coruña) utilizado por los romanos como unidad de medida de áridos, particularmente el trigo. Hoy en día está expuesto en el Museo Arqueológico Nacional de España, en Madrid.

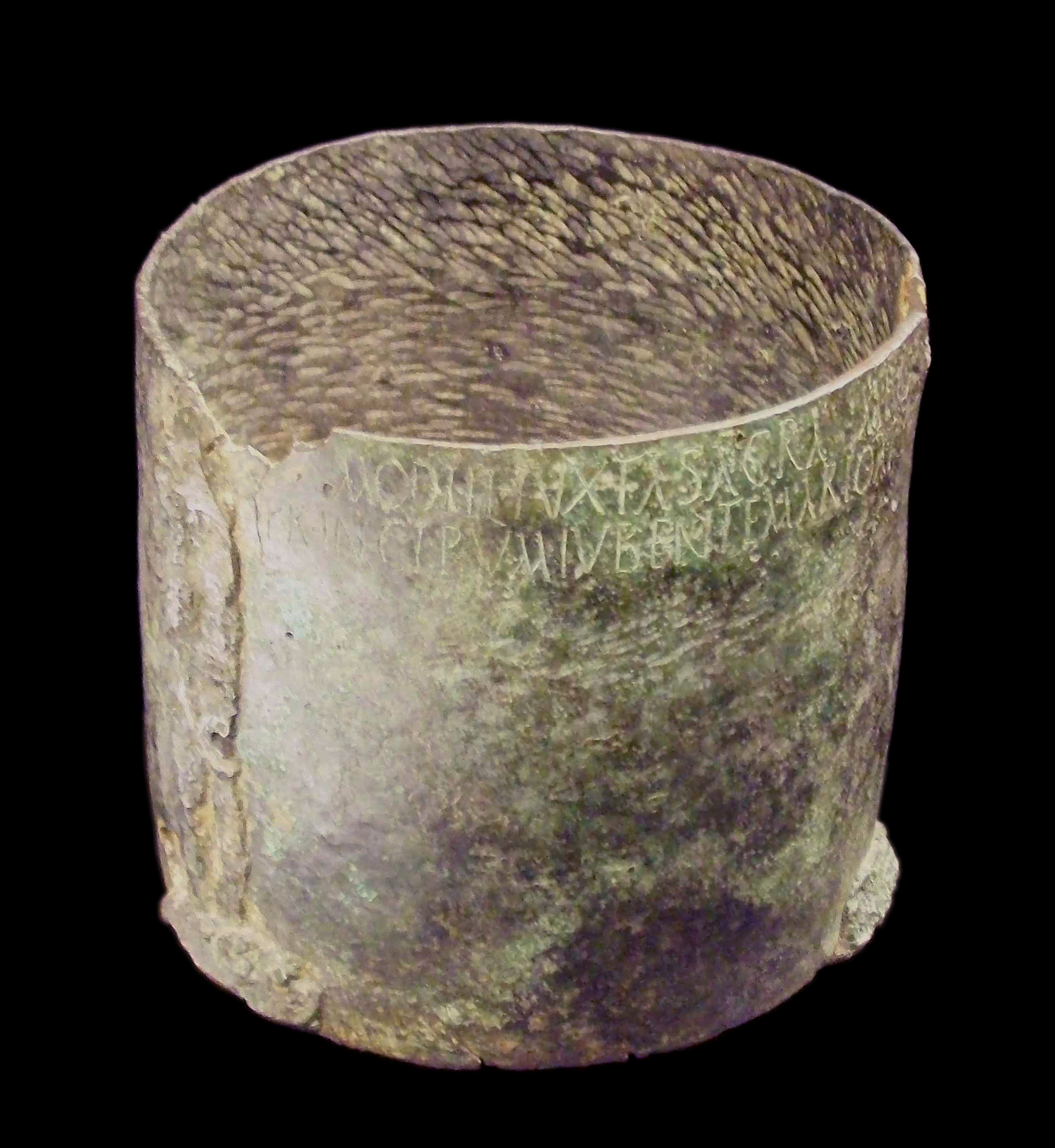
Modio de Ponte Puñide (M.A.N., Madrid).

La importancia de este modio (latín: modius) se encuentra en la inscripción que recoge la mención de los principales (curiae) de las ciudades, que estaban al cargo de recolectar los impuestos entre los habitantes de los núcleos urbanos en tiempos de los emperadores Valentiniano I (364-375), Valente (364-378) y Graciano (375-383), quienes estuvieron asociados al poder entre 367 y 375.

## Texto de la inscripción
M O D I  I L (E X), IVXTA
SACRAM IVSSI [ON] EM
DOMINORVM NOSTRORUM
VALENTINIANI VALENTIS ET
GRATIANI INVICTISSIMORVM
PRINCIPVM, IVBENTE
MARIO ARTEMIO
V (IRO) C (LARISSÍMO) A [G] (ENTE)
VIC (ARIAM) P (RAEFECTVRAM) (i),
C V R (A N T I B V S) POTAMIO
ET QUENTIANO PRINCIPALIBVS.